# Brumov
Brumov (in tedesco Brumow) è un comune della Repubblica Ceca facente parte del distretto di Brno-venkov, in Moravia Meridionale.